# تاريخ الطيران في الإمارات
تاريخ طيران الإمارات تأسست رابع أكبر شركة طيران في العالم من حيث إيرادات الركاب الكيلومترات المجدولة وعدد الركاب الدوليين المنقولين، في عام 1985على يد العائلة المالكة في دبي، وكانت أول رحلة للخطوط الجوية من دبي إلى كراتشي، باكستان، في أكتوبر من ذلك العام تم توفير طائراتها الأولى من قبل شركة الخطوط الجوية الباكستانية الدولية، وحققت شركة الطيران نمواً سريعاً من خلال الشراكات والاستثمارات لتصبح واحدة من شركات الطيران الرائدة في العالم.

## التأسيس
خلال منتصف الثمانينيات، بدأت شركة طيران الخليج في تقليص خدماتها إلى دبي لأنها كانت قلقة من أنها تقدم رحلات تغذية إقليمية لشركات طيران أخرى ونتيجة لهذا، تأسست شركة طيران الإمارات في مارس 1985 بدعم من العائلة المالكة في دبي، وكان مطلوباً منها أن تعمل بشكل مستقل عن الإعانات الحكومية، باستثناء 10 ملايين دولار أميركي.
في منتصف ثمانينيات القرن العشرين، لعبت الخطوط الجوية الباكستانية الدولية دورًا كبيرًا في تأسيس شركة طيران الإمارات من خلال تقديم المساعدة الفنية والإدارية لشركة الطيران الجديدة بالإضافة إلى إهدائها طائرة بوينج 737-300 جديدة وطائرة إيرباص A300B4-200كما قدم جناح الطيران الملكي للعائلة المالكة في دبي لشركة الطيران طائرتين مستعملتين من طراز بوينج 727-200 Advوكانت أول رحلة لشركة الطيران، الرحلة EK600 من دبي، الإمارات العربية المتحدة إلى كراتشي، باكستان في 25 أكتوبر 1985.

## السنوات المبكرة
تم تعيين موريس فلاناغان، الذي عمل سابقًا في الخطوط الجوية البريطانية، وطيران الخليج، والخطوط الجوية البريطانية عبر المحيط الهادئ وكان في ذلك الوقت يشرف على شركة دناتا، رئيسًا تنفيذيًا لشركة الطيران الجديدةوللاعتراف بخدماته في مجال الطيران، حصل فلاناغان في عام 2000 على لقب قائد الإمبراطورية البريطانية في قائمة شرف عيد ميلاد الملكة، ثم تم تكريمه لاحقًا بلقب فارس، وسوف ينضم إليه في شركة الطيران الشيخ أحمد بن سعيد آل مكتوم (كرئيس) والرئيس الحالي لطيران الإمارات تيم كلارك، ومنذ ذلك الحين ورث الرئيس الحالي الشيخ أحمد بن سعيد آل مكتوم دور الرئيس التنفيذي. خلال عامها الأول، حملت حوالي 260 ألف مسافر و10 آلاف طن من البضائعولتسليط الضوء على النجاح المبكر الذي حققته شركة الطيران، عانت شركة طيران الخليج خلال العام الأول من عمليات طيران الإمارات، من انخفاض في الأرباح بنسبة 56%، وخسارة في العام التالي.
بحلول عام 1986، أضافت شركة الطيران وجهات مثل كولومبو ودكا وعمان والقاهرة إلى شبكة خطوطهافي عام 1987، تم شراء طائرة بوينج 727 ثانية من حكومة دبي وتم استبدال طائرة A300 مؤقتًا بطائرة ثانية من الخطوط الجوية الكويتية. في 3 يوليو، استلمت طيران الإمارات أول طائرة تم شراؤها، وهي طائرة إيرباص A310 (رقم التسجيل A6-EKA)ومع طائرتين، أطلقت خدمات يومية مباشرة إلى مطار جاتويك في لندن في 6 يوليو 1987. أضافت شركة الطيران في عام 1987 فرانكفورت عبر إسطنبول ومالي ( جزر المالديف )وبحلول نهاية عام 1987، كانت طيران الإمارات تخدم 11 وجهة، تبع ذلك التوسع في سوق الشرق الأقصى في عام 1989، مع رحلات إلى بانكوك ومانيلا وسنغافورة تليها رحلات إلى هونج كونج ولندن هيثرو في عام 1991 خلال العقد الأول من العمليات، سجلت طيران الإمارات نموًا قويًا بلغ متوسطه 30%.

## التأسيس والنمو: 1993-1999
بحلول أوائل تسعينيات القرن العشرين، أصبحت طيران الإمارات من بين أسرع شركات الطيران نمواً في العالمظ، حيث زادت الإيرادات بنحو 100 مليار دولار أمريكي، مليون دولار أمريكي سنويًا، أي ما يقرب من 500 مليون دولار أمريكي مليونًا، في عام 1993. نقلت شركة الطيران 1.6 مليون مسافر و68 ألف طن من البضائع في نفس العام.
مع بداية حرب الخليج، زادت أعمال طيران الإمارات حيث أبقت الحرب شركات الطيران الأخرى خارج المنطقة، وكانت شركة الطيران الوحيدة التي استمرت في الطيران في الأيام العشرة الأخيرة من الحرب وفي أعقاب الصراعات، بلغ إجمالي عدد شركات الطيران التي تطير إلى الأسواق الدولية 92 شركة، وواجهت طيران الإمارات منافسة شديدة في قاعدتها الرئيسية. كانت الشركة تنقل نحو ثلاثة ملايين مسافر سنوياً إلى مطار دبي الدولي في منتصف تسعينيات القرن العشرين، واصلت طيران الإمارات التوسع خلال أواخر التسعينيات، ومثلت أعمال الشحن المتنامية 16 بالمئة من إجمالي إيرادات شركة الطيران.
بدأت طيران الإمارات في تقديم خدماتها حول العالم اعتبارًا من خريف عام 1993، بعد إقامة شراكة مع الخطوط الجوية الأمريكية، وكانت لديها في السابق اتفاقيات تعاون مع الخطوط الجوية القبرصية.
بحلول عام 1995، توسعت شركة الطيران أسطولها إلى ست طائرات إيرباص A300 وثماني طائرات إيرباص A310، وبنت الشبكة لتغطية 37 وجهة في 30 دولة. في عام 1996، استلمت شركة الطيران أول طائرة بوينج 777-200، وتبعتها بعد فترة وجيزة ست طائرات بوينج 777-200ER. سمح وصول طائرات 777 لشركة طيران الإمارات بمواصلة خدمتها من سنغافورة إلى ملبورن بدءًا من عام 1996 كانت الرحلة تعمل لفترة وجيزة كخدمة من دبي إلى جاكرتا إلى ملبورن قبل أن يتم قطعها بسبب عدم الربحية، ولم تبدأ طيران الإمارات في خدمة جاكرتا مباشرة مرة أخرى إلا في عام 2006 والتي أصبحت طريقًا مربحًا للغاية لشركة طيران الإمارات وشهدت إضافة وجهات جديدة في أستراليا، في عام 1998، تم إطلاق طيران الإمارات للشحن الجوي، على الرغم من أن الإمارات كانت تقدم دائمًا خدمة شحن باستخدام السعة داخل طائرات الركاب الخاصة بها، فقد تم توسيع هذه الخدمة الآن من خلال عقد إيجار للطائرات والطاقم والصيانة والتأمين مع شركة أطلس للطيران، في البداية لطائرة شحن واحدة من طراز بوينج 747-200.
في مايو 1998، دفعت طيران الإمارات لحكومة سريلانكا 70 دولارًا أمريكيًا مليون دولار مقابل حصة 43.6% في الخطوط الجوية السريلانكية المعروفة آنذاك باسم الخطوط الجوية السريلانكية وكجزء من الصفقة، حصلت طيران الإمارات على عقد مدته 10 سنوات لإدارة الخطوط الجوية السريلانكيةفي يناير 2008، أعلنت طيران الإمارات أنها ستنهي عقد الإدارة اعتبارًا من أبريل 2008وبعد ذلك، باعت طيران الإمارات حصتها في شركة الطيران إلى حكومة سريلانكا، مقابل ما يقدر بنحو 150 مليون دولار أمريكي.، صفقة بقيمة مليون دولار تم الانتهاء منها في عام 2010، وبالتالي إنهاء أي ارتباط بين شركتي الطيران مع بعضهما البعضفي 9 نوفمبر 2013، كشفت شركة طيران الإمارات عن أول طائرة رياضية خفيفة لها للعالم.

## التاريخ الحديث 2000-الحاضر
في عام 2000، قدمت طيران الإمارات طلباً لشراء خمسة وعشرين طائرة بوينج 777-300، وثماني طائرات إيرباص A340-500، وثلاث طائرات إيرباص A330-200، واثنين وعشرين طائرة من طراز A380 ذات الطابقين. كما تم إطلاق برنامج المسافر الدائم سكاي واردز في عام 2000 مع نمو شركة الطيران، وبحلول نهاية العام، خططت طيران الإمارات لبدء خدمات طويلة المدى إلى الساحل الشرقي والساحل الغربي للولايات المتحدة، بالإضافة إلى رحلات مباشرة إلى أستراليا والبرازيل، خلال عام 2002، ارتفعت أرقام ركاب طيران الإمارات بنسبة 18% لتصل إلى أكثر من 6.8 مليونًا مقارنة بالعام السابق.
لقد ثبت أن السنة المالية 2001-2002 كانت صعبة للغاية على طيران الإمارات، وواحدة من أصعب السنوات بالنسبة لشركة الطيران، في البداية تأثرت المبيعات بالركود الاقتصادي، ثم تأثرت بعد ذلك بتفجير مطار كولومبو. أدى القصف إلى تدمير ثلاث طائرات من أصل اثنتي عشرة طائرة تابعة للخطوط الجوية السريلانكية وإلحاق أضرار بثلاث طائرات أخرى. وبعد أشهر قليلة، أدت هجمات الحادي عشر من سبتمبر في مدينة نيويورك إلى إلغاء وتأجيل آلاف الرحلات، كانت طيران الإمارات بحاجة إلى إيجاد أموال لتغطية تكاليف التأمين التي تقدر بمليارات الدولارات بسبب الأحداث، وانخفضت عوامل المقاعد بشكل كبير واختفت الربحية وأعلنت شركة الطيران عن تجميد التوظيف، لكنها لم تقم بتسريح أي موظفين، كما قامت شركة الطيران بخفض عدد رحلاتها إلى وجهات أخرى. ومع ذلك، فقد استفادت الإمارات من الوضع غير المستقر في المنطقة، حيث خفضت شركات الطيران الدولية رحلاتها إلى دبي وخفضت المنافسة.
في معرض باريس الجوي عام 2003، وقعت طيران الإمارات طلبية لشراء 71 طائرة بتكلفة 19 مليون دولار أمريكي، وتضمن الطلب طلبات شراء مؤكدة لـ 21 طائرة أخرى من طراز إيرباص A380-800 وطلبات استئجار لطائرتين من طراز A380-800، وأعلنت طيران الإمارات أيضًا عن طلبات تأجير تشغيلية لـ 26 طائرة بوينج 777-300ER.
في عام 2004، بدأت طيران الإمارات في تسيير رحلات مباشرة إلى مطار جون إف كينيدي الدولي في مدينة نيويورك باستخدام طائرتها الجديدة إيرباص A340-500، وتعني هذه الرحلات استئناف الخدمات الجوية المباشرة بين الإمارات العربية المتحدة والولايات المتحدة، بعد أن سحبت شركة دلتا للطيران رحلاتها في عام 2001ثم استأنفتها مرة أخرى في عام 2007، وفي العام نفسه، وقعت طيران الإمارات اتفاقية بقيمة 100 جنيه إسترليني وقعت شركة أبل صفقة بقيمة مليون دولار مع نادي أرسنال الإنجليزي لكرة القدم، والتي تتضمن حقوق تسمية ملعبها الجديد لمدة 15 عاماً ورعاية القميص لمدة ثماني سنوات، بدءاً من موسم 2006/2007. في عام 2005، طلبت طيران الإمارات 42 طائرة بوينج 777 في صفقة بلغت قيمتها 9.7 مليار دولار، وهو أكبر طلب لطائرة بوينج 777 في التاريخ.
وقد نجحت طيران الإمارات بشكل مطرد في الاستحواذ على حركة المرور من جنوب آسيا إلى أمريكا الشمالية، مما يسمح للمسافرين بتجاوز مراكز الخطوط الجوية البريطانية، ولوفتهانزا، وإير فرانس، مع التوقف في مطار دبي الدولي بدلاً من ذلك تظل منطقة جنوب آسيا منطقة مهمة بالنسبة لشبكة طيران الإمارات، كانت باكستان أول دولة تستقبل الرحلات الجوية، ومنذ ذلك الحين، تقوم طيران الإمارات بتشغيل رحلاتها إلى خمس وجهات في البلادوكانت الهند ثاني دولة تستقبل رحلات من طيران الإمارات، وتقوم الإمارات حالياً بتوسيع شبكتها هناك. طيران الإمارات هي أكبر شركة طيران تعمل دوليًا في الهند وتشغل أكثر من 185 رحلة أسبوعيًا عبر 10 مدنوعلى نحو مماثل، تتنافس طيران الإمارات مع الخطوط الجوية البريطانية، وكاثي باسيفيك، والخطوط الجوية الماليزية، وكوانتاس، والخطوط الجوية الفلبينية، والخطوط الجوية السنغافورية، والخطوط الجوية التايلاندية الدولية، ومنافسيها في الشرق الأوسط الاتحاد للطيران والخطوط الجوية القطرية، وشركات طيران أخرى على خط الكنغر المربح من لندن إلى سيدني.
في عام 2007، قدمت طيران الإمارات طلبًا بقيمة تزيد عن 34.9 مليار دولار في معرض دبي للطيران، وقعت شركة الطيران عقودًا لشراء 120 طائرة إيرباص A350 و11 طائرة A380 و12 طائرة بوينج 777-300ERمن خلال فتح الرحلات الجوية إلى ساو باولو في عام 2007، بدأت طيران الإمارات أول رحلة مباشرة بين الشرق الأوسط وأمريكا الجنوبيةكما بدأت أيضًا تشغيل رحلاتها البالغة قيمتها 120 مليون دولار أمريكي، ومركز تموين الطائرات بميزانية مليون دولار في مطار دبي.
في عام 2009، أصبحت طيران الإمارات أكبر مشغل في العالم لطائرة بوينج 777 بتسليمها طائرتها رقم 78 من هذا النوع في عام 2010، في معرض فارنبورو الجوي، قدمت شركة الطيران طلبًا لشراء 30 طائرة بوينج 777 بقيمة 9.1 مليار دولار، ليصل إجمالي الإنفاق على الطائرات في العام إلى أكثر من 25 مليار دولار في عام 2011، في معرض دبي للطيران، قدمت طيران الإمارات طلبًا آخر لشراء 50 طائرة أخرى من طراز 777، بقيمة حوالي 18 مليار دولار.
وقد أثار نمو طيران الإمارات انتقادات من شركات الطيران مثل لوفتهانزا وإير كندا، التي تزعم أن طيران الإمارات تتمتع بمزايا غير عادلة، مارست شركة لوفتهانزا ضغوطًا مستمرة على الحكومة الألمانية للحد من توسع طيران الإمارات في ألمانيا، ولم تسمح لطيران الإمارات ببدء عملياتها إلى برلين وشتوتغارت منذ عام 2004وعلى نحو مماثل، اعترضت شركة طيران كندا على أي توسع لشركة طيران الإمارات في كندا، وقد حظي النزاع باهتمام من حكومتي الإمارات العربية المتحدة وكندا، وعلى الرغم من المناقشات العديدة بين الحكومتين، لم يتم منح طيران الإمارات المزيد من حقوق الهبوط في كندا خارج تورنتو، وتم حرمانها من التوسع إلى كالجاري وفانكوفر.
كما تعرضت طيران الإمارات لانتقادات بسبب الطريقة التي تستخدم بها موظفيهافي تقرير لصحيفة وول ستريت جورنال عام 2015 صرّح عشرات الطيارين الحاليين والسابقين في طيران الإمارات ومسؤولي الطيران في الإمارات العربية المتحدة، بأن الطيارين يطيرون لساعات أطول من ذي قبل، ويخضعون لإجراءات شاقة للإبلاغ عن المرض أو التعب، مما يثنيهم عن القيام بذلكوذكر التقرير أن شركة الطيران كثيراً ما تُقلل من الإبلاغ عن ساعات عمل الطيارين للهيئة العامة للطيران المدني.
في 6 سبتمبر 2012، تم الإعلان عن أن طيران الإمارات وكوانتاس وقعتا اتفاقية مدتها 10 سنوات لإنشاء تحالف كبير، والذي من شأنه أن يرى كوانتاس تنقل مركز رحلاتها الأوروبية من سنغافورة إلى مطار دبي الدولي وتنهي اتفاقية تقاسم الإيرادات التي استمرت 17 عامًا مع الخطوط الجوية البريطانية بشأن الخدمات بين أستراليا وبريطانيا، وتسعى طيران الإمارات أيضًا إلى استخدام التحالف لزيادة عدد ركابها المسافرين على رحلاتها إلى وجهات أوروبية أخرى، وقد حصل ركاب طيران الإمارات على إمكانية الوصول إلى شبكة كوانتاس المحلية في أستراليا والتي تضم أكثر من 50 وجهة.
بدأت شركة كوانتاس خدماتها اليومية لطائرات إيرباص A380 من سيدني وملبورن إلى لندن عبر دبي، وهو ما يعني أن شركتي الطيران توفران معًا 98 رحلة أسبوعية بين أستراليا ومركز طيران الإمارات، وأصبحت شركة كوانتاس شركة الطيران الوحيدة الأخرى التي تعمل في المبنى رقم 3 بمطار دبي الدولي. قامت شركات الطيران بمواءمة برامج المسافر الدائم الخاصة بها، بما في ذلك طيران الإمارات التي أضافت مستوى جديدًا لمطابقة مستوى البلاتينيوم الخاص بشركة كانتاساعتبارًا من أغسطس 2013، تضمنت الشراكة بين شركتي الطيران تقاسم الرموز، والأسعار الموحدة، ومزايا المسافر الدائم للركاب، بالإضافة إلى افتتاح شبكة مشتركة في نيوزيلندا في 14 أغسطسستوقف شركة كوانتاس خدماتها إلى دبي على متن طائراتها الخاصة، اعتبارًا من مارس 2018، ومع ذلك، ستستمر الشراكة، حيث تقدمت شركتا الطيران بطلب للحصول على موافقة لتمديدها حتى عام 2023.
في معرض دبي للطيران 2013، حققت طيران الإمارات تاريخاً في طلبات الطيران من خلال طلبها لشراء 150 طائرة بوينج 777X و50 طائرة إيرباص A380، بقيمة تقدر بـ 166 مليار دولار، وقال رئيس مجلس الإدارة والرئيس التنفيذي لطيران الإمارات الشيخ أحمد بن سعيد آل مكتوم، إن من المقرر أن تبدأ عمليات تسليم طائرات 777X في عام 2020، لتحل محل الطائرات القديمة وتمهد الطريق للنمو، أعلنت شركة الطيران عن خططها لنقل جميع العمليات إلى مطار دبي وورلد سنترال - مطار آل مكتوم الدولي في وقت ما بعد عام 2020 عندما تكتمل المرحلة الأولى من المطار في أبريل 2024، أعلنت طيران الإمارات عن خطتها لنقل مركزها إلى مطار آل مكتوم بحلول عام 2034 على أقصى تقدير.
في عام 2024، وبعد مرور عامين، استأنفت شركة طيران الإمارات رحلاتها الدولية إلى نيجيريا بعد أن دفع البنك المركزي النيجيري ما كان مستحقًا لشركة الطيران.

### طائرة إيرباص A380
في 20 نوفمبر 2005، طلبت طيران الإمارات 42 طائرة بوينج 777، للمساعدة في توسعهاويأتي هذا الطلب بعد يوم واحد من إعلان شركة إيرباص عن تأجيل إطلاق طائرة A380-800 لمدة ستة أشهر أخرى. تم الإعلان عن التأخير الثالث في 3 أكتوبر 2006، مما أدى إلى تأجيل تسليم أول طائرة A380-800 إلى أكتوبر 2007وقد قوبل هذا الإعلان بغضب من رئيس طيران الإمارات تيم كلارك، الذي هدد بإلغاء طلب إيرباص لأنه يؤثر على خطة التوسع الخاصة بالشركة، قائلاً إنه أمر خطير للغاية، وهذا سوف يلحق بنا أضرارًا جسيمةاعتبارًا من أبريل 2008، دفعت شركة إيرباص ما يصل إلى 110 مليون دولار كتعويض عن التأخر في تسليم طائرة A380-800 إلى طيران الإماراتخلال العام نفسه، في الأول من أغسطس، قامت طيران الإمارات بأول رحلة لها على متن طائرة A380-800، من دبي إلى مدينة نيويورك-JFK.
في فبراير 2009، أثارت طيران الإمارات العديد من القضايا المتعلقة بطائراتها من طراز A380أبلغت الإمارات مسؤولي شركة إيرباص عن كابلات الطاقة التالفة بسبب الحرارة، والمحركات المعيبة والعديد من الأعطال، والتي ورد أن العديد منها ناجم عن هطول المطر مرتين على الطائرة.
في معرض برلين الجوي لعام 2010، طلبت طيران الإمارات 32 طائرة إضافية من طراز A380 بقيمة 11.5 مليار دولار أمريكيوتتوقع طيران الإمارات تسليم جميع طائراتها من طراز إيرباص A380، البالغ عددها 90 طائرة، بحلول عام 2017 لم يكن من المقصود من أي من الطائرات النفاثة الإضافية البالغ عددها 32 طائرة أن تحل محل طائرات A380 الحالية، وعلى الرغم من أن طيران الإمارات استلمت أول طائرة A380 في عام 2008، فإنها لا تتوقع إحالة هذه الهياكل المبكرة من الطائرات إلى التقاعد قبل عام 2020.
في عام 2010، أعلنت طيران الإمارات أنها تخطط لتشغيل أكثر من 120 طائرة إيرباص A380 عندما تتوفر مساحة جديدة في المطار، وكان الهدف هو طلب مستقبلي من طيران الإمارات لشراء 30 طائرة من طراز A380 بقيمة 10 مليار دولار بأسعار القائمة، في تاريخ غير محدد.
في 17 نوفمبر 2013، أعلنت طيران الإمارات في مؤتمر صحفي في معرض دبي للطيران أنها ستقدم طلبًا لشراء 50 طائرة إضافية من طراز إيرباص A380-800، ليصل إجمالي الطلب إلى 140 طائرةفي 9 أبريل 2015، أكد الرئيس التنفيذي ورئيس طيران الإمارات تيم كلارك أن شركة الطيران سوف تتبنى طائرة إيرباص A380 ذات الدرجتين مع إزالة الدرجة الأولى لإفساح المجال لـ 615 راكبًا في كابينات درجة رجال الأعمال والدرجة السياحية. كانت أول خدمة تجارية لطائرة بهذا التكوين من المقصورة هي رحلة من دبي إلى كوبنهاجن في 1 ديسمبر 2015.
طيران الإمارات هي أكبر مشغل لطائرات A380، حيث انضمت الطائرة رقم 100 من هذا الطراز إلى أسطولها في نوفمبر 2017في 18 يناير 2018، أفيد أن طيران الإمارات قد وضعت طلبًا لشراء 20 طائرة إيرباص A380 مع خيارات لشراء 16 طائرة أخرى، ومن المقرر أن تبدأ عمليات التسليم في عام 2020.كانت طائرات A380 التابعة لطيران الإمارات في الأصل مدعومة بمحركات Engine Alliance GP7200، في صفقة بقيمة 9.2 مليار دولار أميركي، أعلنت شركة رولز رويس في إبريل 2015 أنها ستقوم بتوريد محركات لـ 50 طائرة إيرباص A380 جديدة (المعروفة باسم A380CEO)، مع تسليم أول طائرة في منتصف عام 2016. في 29 ديسمبر 2016، هبطت أول طائرة إيرباص A380 تابعة لطيران الإمارات تعمل بمحرك رولز رويس في مطار دبي (رقم التسجيل A6-EUM).

### مطار دبي الدولي المبنى رقم 3
تم بناء مبنى الركاب رقم 3 في مطار دبي الدولي خصيصًا لاستخدام طيران الإمارات بتكلفة 4.5 مليار دولار، وافتتح رسميا في 14 أكتوبر 2008. يعد المبنى رقم 3 ثاني أكبر مبنى في العالم من حيث المساحة الأرضية، حيث يضم أكثر من 1,713,000 م2 (423 أكر) من المساحة. ويأتي في المرتبة الثانية بعد مركز القرن الجديد العالمي، تبلغ الطاقة الاستيعابية السنوية للمحطة 43 مليون مسافرتم افتتاح الصالة الجديدة A في 2 يناير 2013 وتم بناؤها حصريًا لطائرة A380-800.
في مايو 2011، كشف بول جريفيث، الرئيس التنفيذي لمطارات دبي، أن طيران الإمارات سوف تتولى في نهاية المطاف تشغيل الصالة C، إلى جانب الصالة B والصالة A.

### طلبيات دريملاينر
في 12 نوفمبر 2017، جددت شركة طيران الإمارات حملة شراء الطائرات ووافقت على شراء عدد من طائرات بوينج 787 دريملاينر مقابل 15.1 مليار دولار، ومن المقرر تسليم أول دفعة من الطائرات في عام 2022، وتضمنت الصفقة 40 طائرة من طراز 787-10 الجديدة، وهي أكبر طائرة دريملاينر متاحة، ووصفت صحيفة وول ستريت جورنال الصفقة بأنها خسارة مؤلمة لشركة إيرباص، التي كانت طيران الإمارات حتى عام 2014 لديها طلب ثابت على 70 طائرة من طراز A350. تم الإعلان عن طلب شراء طائرة 787 خلال معرض دبي للطيران، وقيل إن المسؤولين التنفيذيين في شركة إيرباص كانوا يجلسون في الصف الأمامي، ويتوقعون صفقة لشراء المزيد من طائرات A380 العملاقة.